# 신성일의 행방불명
"신성일의 행방불명"(Shin Sung Il Is Missing)은 한국에서 제작된 신재인 감독의 2004년 드라마 영화이다. 조현식 등이 주연으로 출연하였고 신재인 등이 제작에 참여하였다.

## 출연

### 주연
- 조현식
- 예수정

### 조연
- 문슬예
- 우준영

## 기타
- 프로듀서: 전윤찬